# Волноваська міська територіальна громада
Волноваська міська громада — територіальна громада в Україні, у Волноваському районі Донецької області. Адміністративний центр — місто Волноваха.
Утворена 17 липня 2020 року.

## Населені пункти
До складу громади входять: місто Волноваха, селище Донське та 21 село: Благовіщенка, Ближнє, Бугас, Валер'янівка, Василівка, Дмитрівка, Зелений Гай, Іванівка, Кирилівка, Малогнатівка, Новоандріївка, Новоапостолівка, Новогригорівка, Новопавлівка, Новотатарівка, Прохорівка, Рибинське, Свободне, Тарасівка, Трудівське, Трудове.